# 6030 Zolensky
6030 Zolensky eller 1981 EG36 är en asteroid i huvudbältet som upptäcktes den 7 mars 1981 av den amerikanska astronomen Schelte J. Bus vid Siding Spring-observatoriet. Den är uppkallad efter Michael Zolensky.
Asteroiden har en diameter på ungefär 9 kilometer